# Foster MacGowan Voorhees

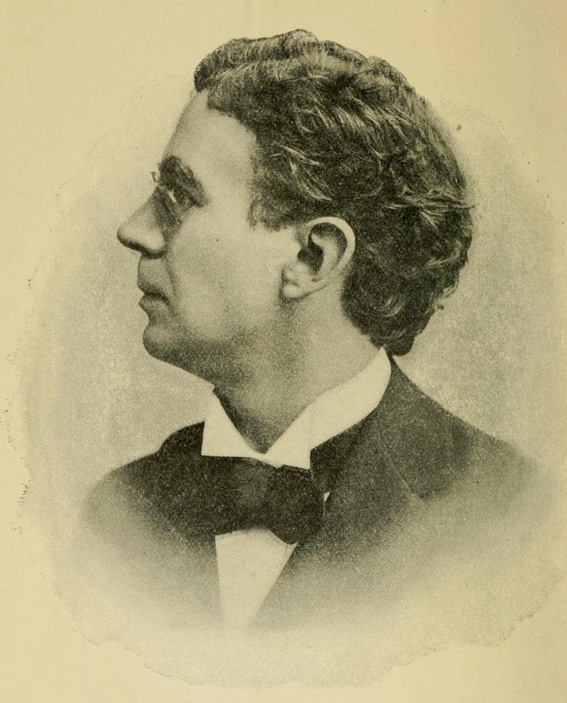
Foster MacGowan Voorhees

Foster MacGowan Voorhees (* 5. November 1856 in Clinton, Hunterdon County, New Jersey; † 4. Juni 1927 ebenda) war ein US-amerikanischer Politiker und im Jahr 1898 sowie von 1899 bis 1902 Gouverneur des Bundesstaates New Jersey.

## Frühe Jahre und politischer Aufstieg
Foster Voorhees besuchte bis 1876 die Rutgers University. Nach einem anschließenden Jurastudium und seiner Zulassung als Rechtsanwalt ergriff er diesen Beruf. Politisch schloss er sich der Republikanischen Partei an. Zwischen 1888 und 1891 war er Abgeordneter in der New Jersey General Assembly; von 1894 bis 1898 gehörte er dem Staatssenat an. Im Jahr 1898 war er Präsident dieses Gremiums. In dieser Eigenschaft fiel ihm nach dem Rücktritt von Gouverneur John W. Griggs am 1. Februar 1898 das Amt des Gouverneurs zu.

## Gouverneur von New Jersey
Voorhees war dann bis zum 18. Oktober desselben Jahres Gouverneur seines Staates. An diesem Tag trat er vor seinem Amt zurück, nur um am 8. November dieses Jahres in eine eigene Amtszeit gewählt zu werden. Der Grund seines Rücktritts war seine angestrebte Wiederwahl. Diese wäre laut Staatsverfassung nicht möglich gewesen, wenn er zum Zeitpunkt der Wahl bereits im Amt des Gouverneurs gewesen wäre. Die Zwischenzeit bis zu seinem erneuten Amtsantritt am 17. Januar 1899 überbrückte der bisherige Präsident des Repräsentantenhauses, David Ogden Watkins.
In seiner nun folgenden dreijährigen Amtszeit wurden die Straßen des Staates ausgebaut und ein neues Waffenarsenal in Trenton erbaut. Voorhees setzte sich auch für die Waisenkinder ein und verbesserte das Schul- und Gefängnissystem in New Jersey. Gouverneur Voorhees unterstützte auch den Schutz der Umwelt und die Errichtung von Naturparks. So entstand in Zusammenarbeit mit Präsident Theodore Roosevelt der Palisade Interstate Park. Später vermachte er dem Staat aus seinem eigenen Besitz eine beträchtliche Fläche (325 acres), aus dem dann der Voorhees State Park entstand. Im Jahr 1900 war der Gouverneur einer der Delegierten zur Republican National Convention in Philadelphia, bei der Amtsinhaber William McKinley erneut zum Präsidentschaftskandidaten der Partei nominiert wurde.

## Weiterer Lebenslauf
Nach Ablauf seiner Amtszeit am 21. Januar 1902 zog sich Voorhees aus der Politik zurück und widmete sich seinen privaten Angelegenheiten. Er starb am 4. Juni 1927 und wurde in seinem Heimatort Clinton beigesetzt.